# Ruthless (häst)
Ruthless, född 1864, död 1876, var ett engelskt fullblod, mest känd för att ha segrat i första upplagan av Belmont Stakes (1867). Hon valdes in i National Museum of Racing and Hall of Fame 1975. 

## Bakgrund
Ruthless var ett brunt sto efter Eclipse (född 1855) och under Barbarity (efter Simoon). Hon föddes upp och ägdes av Francis Morris. Hon tränades under tävlingskarriären av A. Jack Minor och reds av Gilbert Patrick.
Ruthless sprang totalt in 11 000 dollar på 11 starter, varav 7 segrar och 4 andraplatser. Hon tog karriärens största seger i Belmont Stakes (1867). Hon segrade även i Nursery Stakes (1866), Sequel Stakes (1867) och Travers Stakes (1867).

## Karriär
Som tvååring 1866 segrade Ruthless i den första upplagan av Nursery Stakes. Löpet reds på Jerome Park Racetrack över 1 mile (1 600 m), öppet för tvååringar. Hon segrade med sex längder och korrespondenten för The New York Times kommenterade att hon avslutade löpet "galopperande som om hon var på träning".
Den 4 juni 1867 startade Ruthless i Jersey Derby i Paterson, New York, ett löp för treåringar över 1 1⁄2 miles (2 400 m). Ruthless kom på andra plats efter stallkamraten Monday, som vann med två längder. Den 19 juni 1867, slog Ruthless De Courcey med ett huvud i första upplagan av Belmont Stakes. Hon reds av Gilbert Patrick, senare invald i Hall of Fame, vars namn ofta förkortades till "Gilpatrick" i tävlingsresultaten. Löpet reds över 1 5⁄8 miles (2 600 m) på en tung bana. Sedan Ruthless seger har bara två andra ston segrat i Belmont Stakes, Tanya (1905) och Rags to Riches 2007.
Ruthless segrade även i Travers Stakes 1867 som reds över 1 3⁄4 miles (2 800 m). Hon reds återigen av Gilbert Patrick. Ruthless tog ledningen efter en halv mile (trots en omstart), och segrade med två längder.
I oktober 1867 kom Ruthless på andra plats i St Leger Race på Paterson Racetrack i Paterson, New York.
Ruthless avslutade sin tävlingskarriär efter säsongen 1867.

### Som avelssto
Som avelssto blev Ruthless mor till den stakevinnande hingsten Battle Axe, som bland annat segrade i Kentucky Stakes 1873. Ruthless dog 1876, efter att ha blivit skjuten av en jägare som befann sig på hennes ägares gård i Westchester, New York.
Ruthless valdes in i National Museum of Racing and Hall of Fame 1975. Hästsportsjournalisten W.S. Vosburgh ansåg henne vara den bästa treåringen i sin kull.